# Касрадзе, Александр Семёнович
Александр Семёнович Касрадзе (1891, Грузия — 1971) — проходчик шахты имени Ленина треста «Ткибулшахтстрой».

## Биография
Родился в 1891 году в селении Ткибули, город в составе края Имеретия Грузии, в крестьянской семье. Грузин. С детства батрачил, скудным заработком посильно помогал своей семье.
С 1907 года шестнадцатилетним подростком начал работать на угольной шахте — сперва выборщиком породы, а затем грузчиком угля. В 1915 году был мобилизован в армию и направлен на Кавказский фронт. После окончания войны возвратился домой, на шахту. Начал работать непосредственно в забое. Через три месяца упорной и настойчивой учёбы он уже становится полноценным забойщиком первой руки. В 19418 году вступил в компартию.
В 1948 году комплексная проходческая бригада, в которой работал Касрадзе, систематически из месяца в месяц перевыполняет нормы. При прохождении выработок по углю, бригада Касрадзе применяет ручное электросверло, а при прохождении выработок по породе — бурильный молоток типа БМ-13. Для облегчения трудоемких процессов А. С. Касрадзе раньше всех на шахте применил механический перегружатель. В забое применялись переносные рельсы, что дало возможность производить погрузку угля или породы в вагонетки без перекидки. При этом методе производительность труда значительно возросла. Только в 1948 году Касрадзе выполнил три годовые нормы.
Указом Президиума Верховного Совета СССР от 28 августа 1948 года за выдающиеся успехи в деле увеличения добычи угля, восстановления и строительства угольных шахт и внедрение передовых методов работы, обеспечивающих значительный рост производительности труда Касрадзе Александру Семёновичу присвоено звание Героя Социалистического Труда с вручением ордена Ленина и золотой медали «Серп и Молот».
В январе 1949 года в бригаде был введен новый метод подсчета выполненных объёмов, который дал положительный результат в повышении производительности труда и выполнении норм каждым членом бригады.
Жил в городе Ткибули. Умер 19 марта 1971 года.
Награждён тремя орденами Ленина, медалями.